# Чемпіонат світу з боротьби 2001
Чемпіонат світу з боротьби 2001 складався з двох окремих чемпіонатів. Змагання з вільної боротьби серед чоловіків і жінок пройшли в Софії (Болгарія) з 22 по 25 листопада, а змагання з греко-римської боротьби серед чоловіків — в Патрах (Греція) з 6 по 9 грудня.
Був розіграний двадцять два комплекта нагород — по вісім у греко-римській та вільній боротьбі серед чоловіків, та шість — в жіночій боротьбі.

## Загальний медальний залік
| Місце  | Країна         | Золото | Срібло | Бронза | Загалом |
| ------ | -------------- | ------ | ------ | ------ | ------- |
| 1      | Росія          | 5      | 3      | 1      | 9       |
| 2      | Болгарія       | 2      | 1      | 0      | 3       |
| 2      | Канада         | 2      | 1      | 0      | 3       |
| 4      | Японія         | 2      | 0      | 0      | 2       |
| 5      | США            | 1      | 5      | 1      | 7       |
| 6      | Іран           | 1      | 3      | 0      | 4       |
| 7      | Куба           | 1      | 1      | 4      | 6       |
| 8      | КНР            | 1      | 1      | 1      | 3       |
| 9      | Вірменія       | 1      | 1      | 0      | 2       |
| 9      | Узбекистан     | 1      | 1      | 0      | 2       |
| 11     | Україна        | 1      | 0      | 5      | 6       |
| 12     | Грузія         | 1      | 0      | 1      | 2       |
| 13     | Білорусь       | 1      | 0      | 0      | 1       |
| 13     | Польща         | 1      | 0      | 0      | 1       |
| 13     | Швеція         | 1      | 0      | 0      | 1       |
| 16     | Південна Корея | 0      | 2      | 2      | 4       |
| 17     | Угорщина       | 0      | 1      | 0      | 1       |
| 17     | Італія         | 0      | 1      | 0      | 1       |
| 17     | Монголія       | 0      | 1      | 0      | 1       |
| 20     | Німеччина      | 0      | 0      | 3      | 3       |
| 21     | Греція         | 0      | 0      | 1      | 1       |
| 21     | Ізраїль        | 0      | 0      | 1      | 1       |
| 21     | Норвегія       | 0      | 0      | 1      | 1       |
| 21     | Туреччина      | 0      | 0      | 1      | 1       |
| Всього | Всього         | 22     | 22     | 22     | 66      |

## Командний залік
| Місце | Вільна боротьба, чоловіки | Вільна боротьба, чоловіки | Греко-римська боротьба, чоловіки | Греко-римська боротьба, чоловіки | Вільна боротьба, жінки | Вільна боротьба, жінки |
| Місце | Команда                   | Очки                      | Команда                          | Очки                             | Команда                | Очки                   |
| ----- | ------------------------- | ------------------------- | -------------------------------- | -------------------------------- | ---------------------- | ---------------------- |
| 1     | Росія                     | 51                        | Куба                             | 54                               | КНР                    | 36                     |
| 2     | Болгарія                  | 46                        | Росія                            | 38                               | Японія                 | 33                     |
| 3     | Іран                      | 37                        | США                              | 33                               | Україна                | 33                     |
| 4     | Грузія                    | 31                        | Швеція                           | 26                               | Німеччина              | 31                     |
| 5     | США                       | 28                        | Іран                             | 24                               | Канада                 | 30                     |
| 6     | Туреччина                 | 27                        | Південна Корея                   | 24                               | Росія                  | 25                     |
| 7     | Куба                      | 25                        | Угорщина                         | 24                               | США                    | 24                     |
| 8     | Україна                   | 23                        | Україна                          | 23                               | Польща                 | 17                     |
| 9     | Узбекистан                | 21                        | Вірменія                         | 19                               | Франція                | 14                     |
| 10    | Південна Корея            | 19                        | Узбекистан                       | 18                               | Білорусь               | 13                     |

## Медалісти

#### Вільна боротьба
| Категорія | Золото                     | Срібло                            | Бронза                       |
| 54 кг     | Герман Контоєв Білорусь    | Бабак Нурзад Іран                 | Олександр Контоєв Росія      |
| 58 кг     | Гіві Сісаурі Канада        | Оюунбілегійн Пуревбаатар Монголія | Давид Погосян Грузія         |
| 63 кг     | Серафим Барзаков Болгарія  | Аліреза Дабір Іран                | Ельбрус Тедеєв Україна       |
| 69 кг     | Ніколай Пасларь Болгарія   | Амір Таваколіян Іран              | Чан Дже Сон Республіка Корея |
| 76 кг     | Бувайсар Сайтієв Росія     | Мун Ий Дже Республіка Корея       | Джо Вільямс США              |
| 85 кг     | Хаджимурад Магомедов Росія | Брендон Еггум США                 | Йоель Ромеро Куба            |
| 97 кг     | Гіоргі Гогшелідзе Росія    | Красимир Кочев Болгарія           | Вадим Тасоєв Україна         |
| 130 кг    | Давид Мусульбес Росія      | Артур Таймазов Узбекистан         | Алексіс Родрігес Куба        |

#### Греко-римська боротьба
| Категорія | Золото                    | Срібло                      | Бронза                       |
| До 54 кг  | Хассан Ранграз Іран       | Брендон Полсон США          | Ласаро Рівас Куба            |
| До 58 кг  | Дільшод Аріпов Узбекистан | Карен Мнацаканян Вірменія   | Роберто Монсон Куба          |
| До 63 кг  | Вагінак Галстян Вірменія  | Кім Ін Соп Республіка Корея | Михайло Бейлін Ізраїль       |
| До 69 кг  | Філіберто Аскуй Куба      | Олексій Глушков Росія       | Рустам Аджі Україна          |
| До 76 кг  | Ара Абрахамян Швеція      | Олексій Мішин Росія         | Кім Джин Су Республіка Корея |
| До 85 кг  | Мухран Вахтангадзе Грузія | Метт Ліндленд США           | Олександр Дараган Україна    |
| До 97 кг  | Олександр Безручкін Росія | Ернесто Пенья Куба          | Мехмет Озал Туреччина        |
| До 130 кг | Рулон Гарднер США         | Міхай Деак-Бардош Угорщина  | Ксенофон Куціумбас Греція    |

### Жіноча боротьба
| Категорія | Золото                   | Срібло                      | Бронза                   |
| До 46 кг  | Ірина Мерлені Україна    | Керол Він Канада            | Брігітт Вагнер Німеччина |
| До 51 кг  | Обара Хітомі Японія      | Стефані Мурата США          | Ґао Яньчжи Китай         |
| До 56 кг  | Сейко Ямамото Японія     | Любов Волосова Росія        | Тетяна Лазарєва Україна  |
| До 62 кг  | Мен Лілі Китай           | Ділетта Джьямпікколо Італія | Лене Онес Норвегія       |
| До 68 кг  | Крістін Нордхаген Канада | Токкара Монтгомері США      | Аніта Шетцле Німеччина   |
| До 75 кг  | Едіта Вітковська Польща  | Ма Байлін Китай             | Ніна Енгліх Німеччина    |